# Upeneus mascareinsis
Upeneus mascareinsis är en fiskart som beskrevs av Pierre Fourmanoir och Guézé, 1967. Upeneus mascareinsis ingår i släktet Upeneus och familjen mullefiskar. Inga underarter finns listade i Catalogue of Life.